# Cavendish (cratera)
Cavendish é uma cratera lunar que se localiza na parte sudoeste da Lua, a sudoeste da cratera maior Mersenius. Ela se localiza entre as crateras menores Henry a oeste-noroeste e de Gasparis a leste-sudeste.
A borda de Cavendish é muito erodida e a cratera Cavendish E atravessa a borda sudoeste. A cratera menor Cavendish A está invadindo a borda nordest. Nos seus limites há um par de baixas crateras que se juntam nas bordas e ocupam a maior parte do centro do solo da cratera Cavendish de leste a oeste.
Uma rima da Rimae de Gasparis atinge a borda leste de Cavendish.

## Crateras Satélite
Por  convenção essas formações são identificadas em mapas lunares por posicionamento da letra no local do ponto médio da cratera que é mais próximo de Cavendish.
| Cavendish | Latitude | Longitude | Diãmetro |
| --------- | -------- | --------- | -------- |
| A         | 24.0° S  | 52.7° W   | 10 km    |
| B         | 23.2° S  | 55.1° W   | 10 km    |
| E         | 25.4° S  | 54.2° W   | 24 km    |
| F         | 26.1° S  | 54.0° W   | 18 km    |
| L         | 21.7° S  | 53.6° W   | 5 km     |
| M         | 22.0° S  | 53.8° W   | 6 km     |
| N         | 22.1° S  | 54.3° W   | 4 km     |
| P         | 24.2° S  | 51.6° W   | 4 km     |
| S         | 23.8° S  | 52.4° W   | 5 km     |
| T         | 24.8° S  | 55.2° W   | 4 km     |

### Obras em língua portuguesa
- Freitas Mourão, Ronaldo Rogério de (2008). Dicionário Enciclopédico de Astronomia e Astronáutica. Lexicon. ISBN 9788586368356

### Obras em língua inglesa
- Andersson, L. E.; Whitaker, E. A., (1982). NASA Catalogue of Lunar Nomenclature. [S.l.]: NASA RP-1097
- Blue, Jennifer (25 de julho de 2007). «Gazetteer of Planetary Nomenclature». USGS. Consultado em 5 de agosto de 2007
- B. Bussey; P. Spudis (2004). The Clementine Atlas of the Moon. New York: Cambridge University Press. ISBN 0-521-81528-2
- Cocks, Elijah E.; Cocks, Josiah C. (1995). Who's Who on the Moon: A Biographical Dictionary of Lunar Nomenclature. [S.l.]: Tudor Publishers. ISBN 0-936389-27-3
- McDowell, Jonathan (15 de julho de 2007). Lunar Nomenclature (Relatório). Jonathan's Space Report. Consultado em 24 de outubro de 2007
- Menzel, D. H.; Minnaert, M.; Levin, B.; Dollfus, A.; Bell, B. (1971). «Report on Lunar Nomenclature by The Working Group of Commission 17 of the IAU». Space Science Reviews. 12. 136 páginas
- Moore, Patrick (2001). On the Moon. [S.l.]: Sterling Publishing Co. ISBN 0-304-35469-4
- Price, Fred W. (1988). The Moon Observer's Handbook. [S.l.]: Cambridge University Press. ISBN 0521335000
- Rükl, Antonín (1990). Atlas of the Moon. [S.l.]: Kalmbach Books. ISBN 0-913135-17-8
- Webb, Rev. T. W. (1962). Celestial Objects for Common Telescopes 6th revision ed. [S.l.]: Dover. ISBN 0-486-20917-2
- Whitaker, Ewen A. (1999). Mapping and Naming the Moon. [S.l.]: Cambridge University Press. ISBN 0-521-62248-4
- Wlasuk, Peter T. (2000). Observing the Moon. [S.l.]: Springer. ISBN 1852331933